# Klängnunneört
Klängnunneört (Ceratocapnos claviculata) är en vallmoväxtart som först beskrevs av Carl von Linné, och fick sitt nu gällande namn av Lidén. Enligt Catalogue of Life ingår Klängnunneört i släktet klängnunneörter och familjen vallmoväxter, men enligt Dyntaxa är tillhörigheten istället släktet klängnunneörter och familjen vallmoväxter. Arten är reproducerande i Sverige.

## Underarter
Arten delas in i följande underarter:
- C. c. claviculata
- C. c. picta

## Bildgalleri

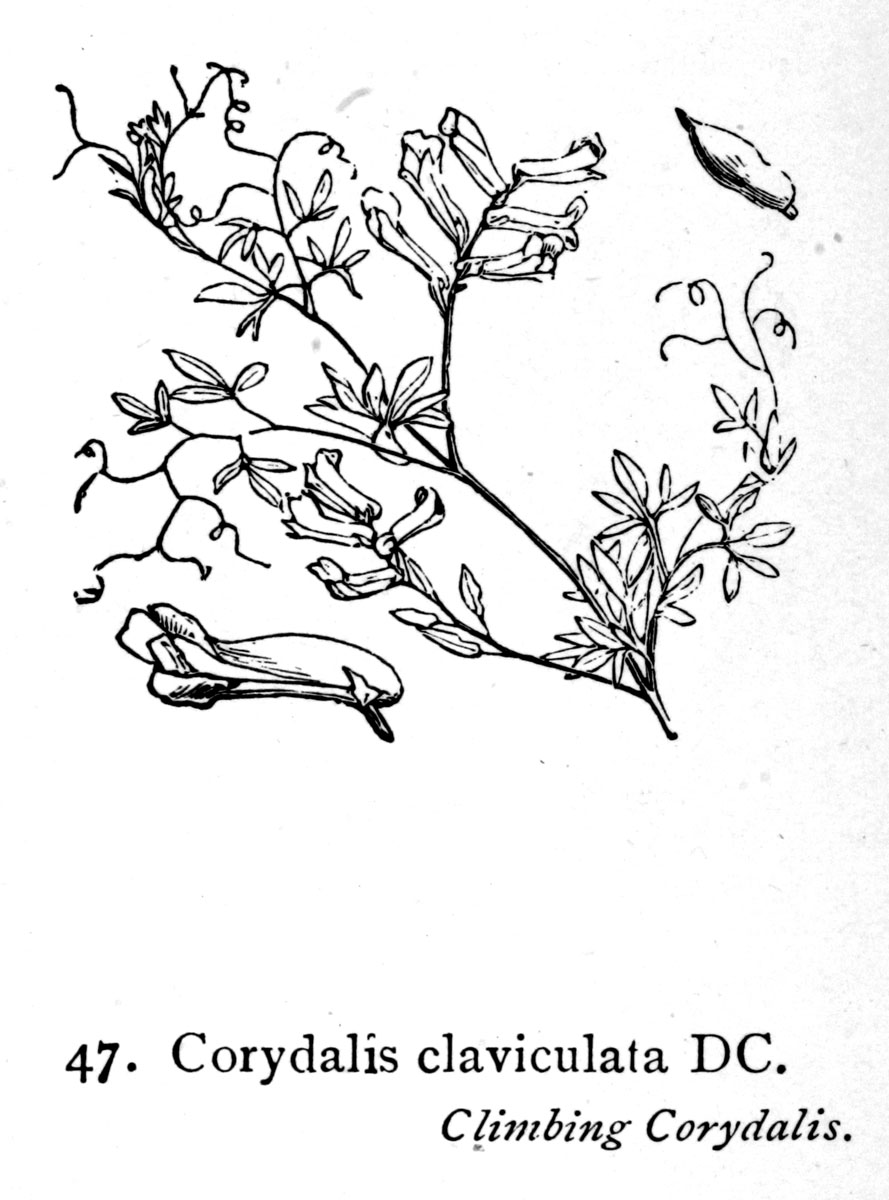
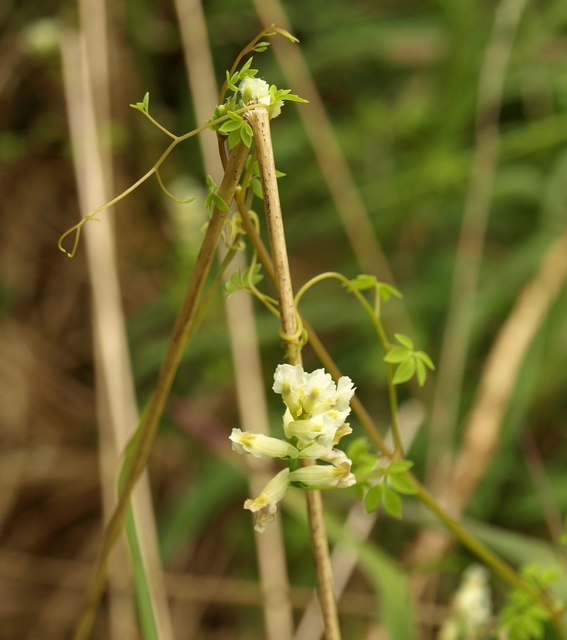
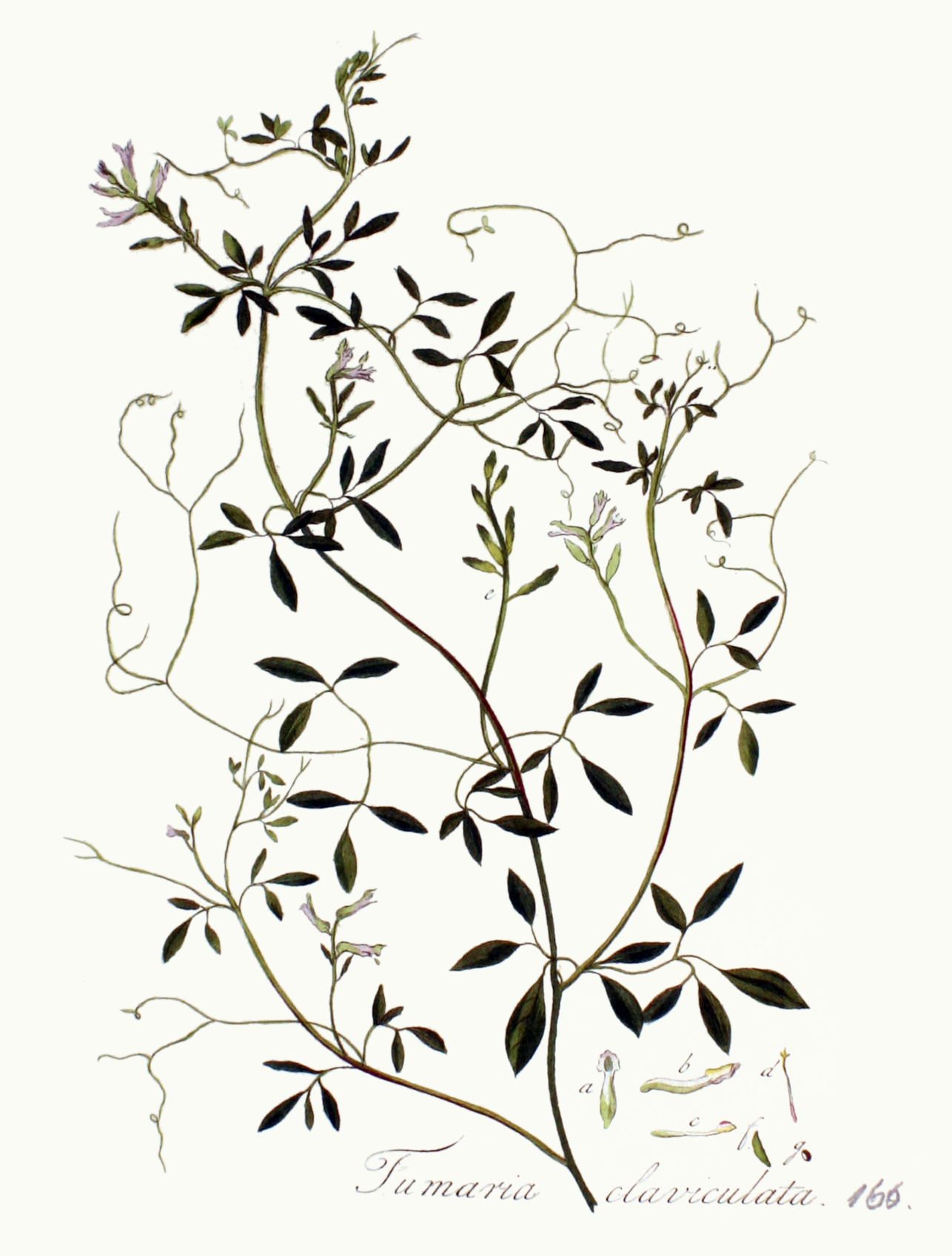